# Municipio de Tekit
El municipio de Tekit es uno de los 106 municipios del estado mexicano de Yucatán. Su cabecera municipal es la localidad homónima de Tekit. Actualmente se le conoce como la capital de la Guayabera

## Toponimia
El nombre del municipio, Tekit, significa en lengua maya Lugar del dispersamiento. Te, que significa Lugar de  y el vocablo Kit queriendo decir dispersar como granos de maíz. El Chilam Balam dice «En Tekit fueron dispersos los itzáes».

## Colindancia
El municipio de Tekit colinda al norte con Tecoh, Homún y Huhí, al sur con el municipio de Mama, Mayapán y Chumayel, al oriente con  Sotuta y al occidente con Tecoh.

## Datos históricos
- Tekit «Lugar del dispersamiento» antes de la conquista de Yucatán perteneció al cacicazgo de Maní  de Tutul Xiú y fue una población importante.
- 1549: Durante la Colonia, bajo el régimen de la encomienda, estuvo a cargo de Fernando de Bracamonte.
- 1557: Alfonso Xiú fue el gobernador indígena de la región.
- 1581: Diego Xiú sucedió a su padre, Alfonso, como gobernador indígena.
- 1700: Pedro de Ancona y Don Pedro de Ancona Frías estuvieron a cargo de la encomienda.
- 1751: Doña Narcisa de Castro y Aguilar fue nombrada encomendero.
- 1825: Ya en la estructura político-administrativa del Yucatán independiente, formó parte del partido Sierra Baja cuya cabeceraa es Mama.
- 1845: Tekit se integró al partido de Tecoh.
- 1847: La región y particularmente Tekit, hoy cabecera municipal, fueron escenario de cruentos combates durante la guerra de Castas
- 1921: Tekit se erige en municipio libre.

## Economía
Tekit es un municipio que, ubicado en la zona central sur del estado, perteneció a la denominada zona henequenera de Yucatán. Sus tierras tienen la vocación agrícola para el cultivo del agave. Junto con los municipios circunvecinos se dedicó por muchos años, hasta finales del siglo XX, a la industria henequenera como principal actividad productiva.
Con la declinación de la agroindustria se dio en Tekit un proceso de diversificación de la actividad agrícola. Hoy en el territorio municipal se cultiva principalmente maíz, frijol y hortalizas. La sandía y algunas variedades de chiles también se cosechan en la región, así como algunos frutales.
Se cría ganado bovino y porcino así como aves de corral.

## Atractivos turísticos
- Arquitectónicos: El ex convento San Antonio de Padua, construido en el siglo XVI y la capilla de San Cristóbal.

- Arqueológicos: En el municipio hay vestigios arqueológicos de la cultura maya en Chumulá.

- Fiestas Populares: El 13 de junio se celebra la fiesta en honor de san Antonio de Padua, santo patrono del pueblo. En la ocasión se organizan procesiones, corridas de toros y las tradicionales vaquerías